# Wotton House (Surrey)

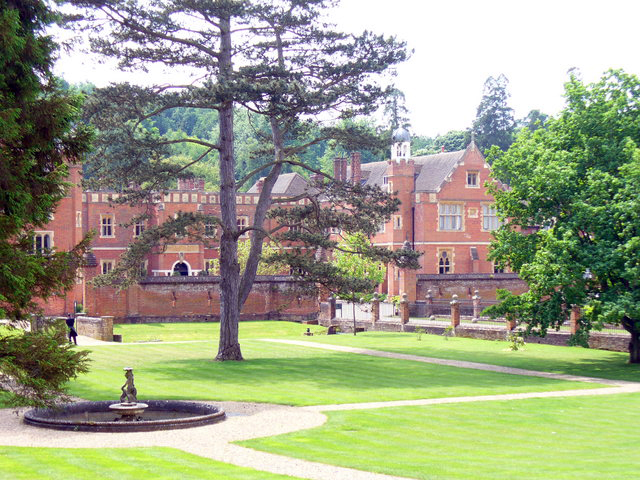
Wotton House, Blick auf das Gelände um den Eingang in Richtung auf den vorderen Hof (2008)

Wotton House ist ein Landhaus in der Gemeinde Wotton bei Dorking in der englischen Grafschaft Surrey. Ursprünglich bildete das Haus das Zentrum des Wotton-Anwesens und war Sitz der Familie Evelyn. Dort wurde 1620 der Tagebuchschreiber und Landschaftsgärtner John Evelyn geboren, der dort den ersten italienischen Garten in England anlegte. Heute ist in dem Haus ein Hotel und Trainingszentrum untergebracht.

## Bau
Das Haus wurde Anfang des 17. Jahrhunderts im Auftrag der Familie Evelyn errichtet und Ende des 17. Jahrhunderts erweitert. Im 18. Jahrhundert erweiterte William Kent es nach Osten. Weitere Anbauten und Änderungen führte Anfang des 19. Jahrhunderts Francis Edwards durch. Nach einem Brand in den 1870er-Jahren ließ William John Evelyn es 1877 von Henry Woodyer restaurieren und erweitern.
Zu seinen architektonischen Besonderheiten gehören bemerkenswerte Terrakottaverzierungen auf Mauerwerk, achteckige Tourellen, geflügelte Greife auf der Vorhalle und verputzte Wandverkleidungen von William Kent, vom Belgier Jean Derraux im chinesischen Stil bemalt. Die alte Orangerie (heute die Bar des Hotels) besitzt eine Zierbrüstung und gebänderte Pfeiler. Über vielen Türen sind kleine Gemälde angebracht.

## Gärten

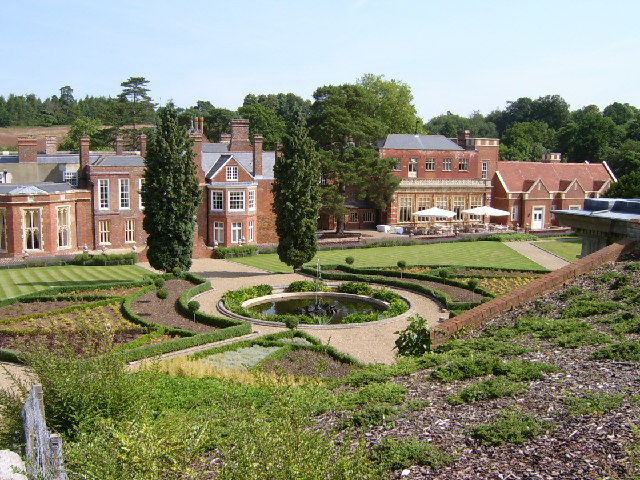
Wotton House, Hinteransicht mit terrassierten Gärten (2003)

John Evelyn (1620–1706) und sein älterer Bruder George legten dort den ersten italienischen Garten in England an. Die Arbeiten begannen 1643, wurden 1652 fertiggestellt und bilden heute das bekannteste Detail des Hauses. Die historischen Gärten sind mit dem II*. Grad ungewöhnlich hoch gelistet und beinhalten zwei Grotten in der Nähe des Hauses.

## Bekannte Bewohner
Wotton House war der Sitz der Familie Evelyn. John Evelyn, ein Tagebuchschreiber, Landschaftsarchitekt und Sammler wurde in einem Zimmer geboren, das heute noch dort zu sehen ist. Er erbte das Haus und das Anwesen nach dem Tod seines Bruders George 1699.
Zu seinen Nachfahren, dies das Haus erbten, zählte auch der konservative Politiker William John Evelyn (1822–1908), der 1849–1857 Parlamentsabgeordneter für den Wahlkreis Surrey West und 1885–1888 ebensolcher für den Wahlkreis Deptford war.

## Nutzung nach dem Krieg
Von 1947 bis 1981 war das Haus an das Innenministerium als Fire Service College (College für Feuerwehrführungskräfte) verpachtet.
Die Gärten wurden 1984 als historische Gärten II*. Grades gelistet und das Haus und die Grotten 1987 als historische Bauwerke II*. Grades.

## 21. Jahrhundert

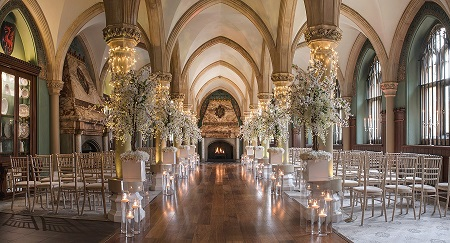
Wotton House als Lokal für Hochzeitsfeiern

2003 wurde Wotton House, nach einer Periode relativer Vernachlässigung vollkommen neu ausgestattet, als Hotel, Lokal für Hochzeitsfeiern, Trainings- und Konferenzzentrum neu eröffnet. Das Anwesen gehört heute der Principal Hayley Group, die es auch betreibt.